# Græshopper
Græshopper (Orthoptera) er en gruppe af insekter med over 20.000 arter. De har karakteristiske kraftige bagben som de kan bruge til at springe med. Gruppen kaldes også Græshopper og fårekyllinger, samt retvingede insekter. Græshopper har et forholdsvis stort hoved. Munddelene er nedadrettede og bidende. Det første brystleds rygplade er karakteristisk sadelformet. Forvingerne er smalle og skindagtige, mens bagvingerne er brede og klare. Græshopper kan ofte frembringe lyde ved at gnide kitindele mod hinanden eller ved at banke i underlaget. Et høreorgan kan findes på det første par bens skinneben eller på bagkroppens første led.

## Levevis
Græshopper har ufuldstændig forvandling. De mangler altså puppestadiet, der ellers er typisk for mange insekter. Æggene lægges enten enkeltvis eller i kapsler. De afsættes i jorden eller i plantestængler. I Danmark sker overvintringen i ægstadiet og nymferne kommer frem i maj og juni. Hos løvgræshopperne synger, eller stridulerer, hannerne ved at gnide forvingerne mod hinanden, for at tiltrække en hun. Hos de danske arter af markgræshopperne foregår stridulationen ved at bagbenene gnides mod forvingerne eller omvendt. Begge køn kan synge hos markgræshopperne. De voksne dør i september og oktober.

## Systematik og udbredelse
Den systematiske placering har varieret, men de fleste forskere regner nu græshopperne til én afgrænset orden, kaldet enten Orthoptera eller Saltatoria. Tidligere har de beslægtede insektgrupper ørentviste, kakerlakker og vandrende pinde været regnet til samme orden som græshopper (Orthoptera).
Græshopperne inddeles i to hovedgrupper:
- De langhornede græshopper[2] (Ensifera): Ca. 9.500 arter, som omfatter løvgræshopper, fårekyllinger og jordkrebs. De har (med undtagelse af jordkrebsene) antenner som er længere end kroppen.[1]
- De korthornede græshopper[2] (Caelifera): Ca. 10.700 arter, som omfatter markgræshopper og torngræshopper. De har kortere antenner.[1]

Begge grupper findes udbredt over hele verden. Nogle systematikere anser langhornede græshopper og korthornede græshopper for så forskellige, at de bør være i hver sin orden.
Græshopperne opdeles i fra ca. 25 familier til over dobbelt så mange.
Hovedparten af de over 20.000 arter lever i troperne. Der lever mere end 800 arter i Europa, de fleste i Sydeuropa. I Danmark findes 32 græshoppearter fordelt på 6 familier (år 2000).. I 2014 blev yderligere arten rødbenet lynggræshoppe fundet første gang i Danmark.